# Deeon Mladin
Deeon Mladin (* 22. Mai 1991) ist eine ehemalige australische Tennisspielerin.

## Karriere
Mladin begann mit acht Jahren das Tennisspielen und spielte vorrangig Turniere auf der ITF Women’s World Tennis Tour, wo sie einen Titel im Doppel gewinnen konnte.

## Turniersiege

### Doppel
| Nr. | Datum        | Turnier | Kategorie   | Belag     | Partnerin     | Finalgegnerinnen                       | Ergebnis |
| --- | ------------ | ------- | ----------- | --------- | ------------- | -------------------------------------- | -------- |
| 1.  | 23. Mai 2015 | Bangkok | ITF $10.000 | Hartplatz | Nicole Collie | Tamachan Momkoonthod Plobrung Plipuech | 6:4, 6:3 |